# سافراجت سیتی
«سافراجت سیتی» (انگلیسی: Suffragette City) ترانه‌ای از موسیقی‌دان انگلیسی دیوید بویی است. این ترانه نخست در آوریل ۱۹۷۲ با تک‌آهنگ «استارمن» منتشر شد و سپس در پنجمین آلبوم استودیویی او، ظهور و سقوط زیگی استارداست و عنکبوت‌ها از مریخ (۱۹۷۲)، ظاهر شد. این ترانه در ابتدا به گروه انگلیسی مات د هوپل پیشنهاد شد اما گروه آن را رد کرد و به جای آن ترانهٔ «همهٔ رفقای جوان» را ضبط کردند. این ترانه اثری گلم راک و متأثر از موسیقی لیتل ریچارد و ولوت آندرگراوند است. اشعار ترانه به رمان پرتقال کوکی اثر آنتونی برجس و شعر «Oooohh wham bam, thank you, ma'am» اشاره دارد.